# شعار قرغيزستان
شعار قرغيزستان هو الشعار الوطني لدولة قرغيزستان. اعتمد هذا الشعار إثر انهيار الاتحاد السوفيتي في 2 يونيو 1992 م.

## وصف الشعار
الشعار هو عبارة عن دائرة يغلب عليها اللون الأزرق. اللون الأزرق الفاتح معروف في قرغيزستان على أنه يرمز للشجاعة والكرم. في الجزء العلوي يظهر اسم الدولة باللغة القرغيزية Кыргыз Республикасы (جمهورية قرغيزستان).
في الوسط، تظهر جبال تيان شان ومجموعة من الحقول وخلفهما تظهر شمس ساطعة. تحت بانوراما الجبال والحقول والشمس يظهر نسر يمد جناحيه بعرض دائرة الشعار.

### مواصفات اللون
فيما يلي ألوان بانتون المعتمدة من موقع الحكومة الإلكتروني.
| اللون     | بانتون                | النموذج اللوني سيان ماجنتا أصفر أسود | النموذج اللوني أحمر أخضر أزرق | HEX     |
| --------- | --------------------- | ------------------------------------ | ----------------------------- | ------- |
| أزرق      | PANTONE 2945 C        | 100 - 53 - 2 - 16                    | 0 - 102 - 161                 | #0066a1 |
| أصفر      | PANTONE 123 C         | 0 - 29 - 100 - 0                     | 253 - 188 - 45                | #fdbc2d |
| رمادي     | PANTONE Cool Gray 5 C | 0 - 0 - 0 - 28                       | 195 - 195 - 195               | #c3c3c3 |
| أزرق فاتح | PANTONE 2995 C        | 100 - 0 - 0 - 0                      | 0 - 175 - 239                 | #00afef |

## تاريخ
قبل الاستقلال عن الإتحاد السوفييتي، كان لقرغيزستان شعار على غرار الجمهوريات السوفييتية الأخرى. مثل جمهوريات الاتحاد السوفياتي السابق الأخرى والتي شعاراتها لا تسبق ثورة أكتوبر يحتفظ شعار قرغيزستان الحالي ببعض المكونات من الجمهوريات السوفييتية السابقة، في هذه الحالة، القمح، والقطن وارتفاع الشمس وتيان شان.